# Ruit (Ostfildern)
Ruit (1967–1974: Ruit auf den Fildern) (schwäbisch gesprochen Ruid ['ruid]) ist ein Stadtteil der Stadt Ostfildern in Baden-Württemberg. Der Ort liegt zwischen den Ostfilderner Stadtteilen Parksiedlung, Scharnhausen und Kemnat sowie den Stuttgarter Stadtteilen Heumaden und Hedelfingen.

## Geschichte
Ruit wurde 1173 als Rutte erstmals urkundlich erwähnt. Der Name bedeutet so viel wie Rodung, diese wurde wohl von Nellingen aus angelegt. Mit Nellingen kam Ruit schon im 13. Jahrhundert an Württemberg und gehörte ab 1382 zur Vogtei Nellingen. Das Kloster St. Blasien hatte jedoch einige Güter in Ruit. 1519 wurde der Ort durch die Reichsstadt Esslingen eingeäschert, danach aber wieder aufgebaut. Die Gemeinde gehörte zum Amt beziehungsweise Amtsoberamt Stuttgart und kam 1938 zum Landkreis Esslingen. Den Zusatz „auf den Fildern“ erhielt der Gemeindename im Jahre 1967. Letzter Bürgermeister war von 1952 bis 1974 Otto Vatter.
Am 1. Januar 1975 wurde Ruit im Zuge der Gemeindereform mit Nellingen auf den Fildern, Kemnat und Scharnhausen zur Gemeinde Ostfildern zusammengeschlossen.
Im April 1947 wurde Ruit einmalig zum Standort des Deutschen Büros für Friedensfragen, des wichtigsten institutionellen Vorläufers des bundesrepublikanischen Auswärtigen Amtes.

## Sehenswertes

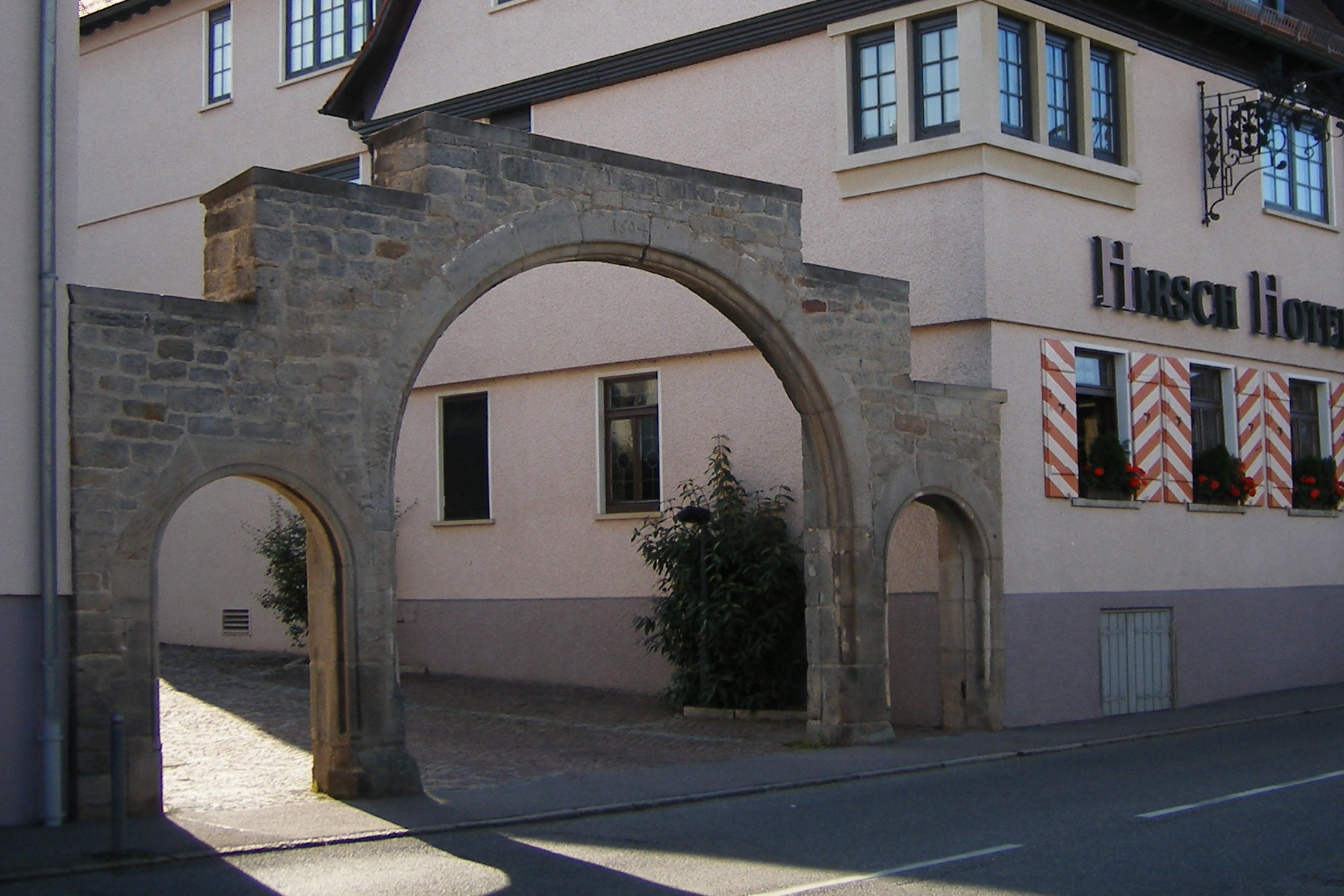
Der unter Denkmalschutz stehende Hirschbogen ist über 5 m hoch.

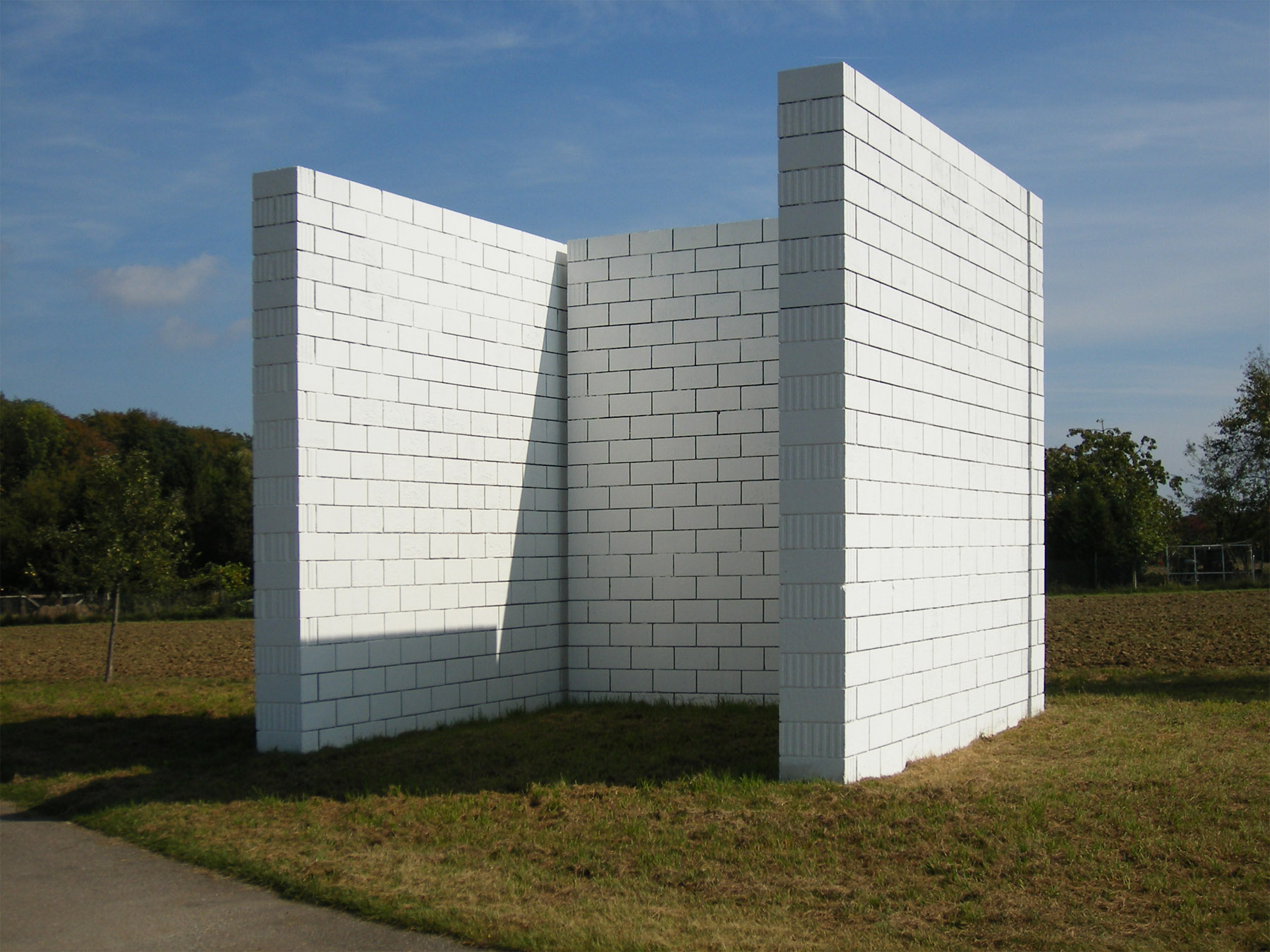
Die drei Mauern am Ortsausgang von Ruit in Richtung Kemnat.

- Hirschbogen mit Staffelgiebel aus dem 16. Jahrhundert ▼
- Pfarrhaus aus dem Jahr 1608 ▼
- Die Mauer. Der amerikanische Künstler Sol LeWitt errichtete 1992 zwischen den Ostfilderner Teilorten weiße Backsteinmauern: vier Gruppierungen mit einer bis vier Mauern. Sie sollen angeblich das Zusammenwachsen der (damals noch) vier Stadtteile symbolisieren. In Ruit finden sich die in der Bevölkerung teilweise umstrittenen Skulpturen an den Ortsausgängen Richtung Kemnat ▼ und Scharnhausen ▼. Die anderen beiden stehen in Nellingen ▼ und Scharnhausen ▼.
- Das Rathaus aus dem Jahr 1963[7]. Aufgrund seiner Architektur auch „kleiner Landtag“ genannt[8].

## Sonstiges
- In Ruit ist der Sitz der 1948 gegründeten „Sportschule Ruit“, einer Sportschule von Landessportverband und Fußballverband. Auf dem Gelände ist unter anderem ein beheizter Rasenplatz. ▼
- In Ruit ist eines von vier Kreiskrankenhäusern im Landkreis Esslingen ▼

## Verkehr
In Ruit gibt es zwei Haltestellen, die von Linien der Stadtbahn Stuttgart bedient werden:
- Mönchfeld – Hauptbahnhof – Ruhbank/Fernsehturm – Heumaden – Ostfildern
- Vaihingen – Möhringen – Degerloch – Ruhbank/Fernsehturm – Heumaden – Ostfildern

Die Stadtbahnverlängerung von Stuttgart-Heumaden über Ruit und den Scharnhauser Park nach Nellingen wurde am 9. September 2000 eröffnet.

## Vereine
- Turnerbund Ruit 1892 e. V.
- Sängerbund Ruit 1863 e. V.

## Söhne und Töchter der Gemeinde
- Reinhold Fritz (1884–1950), Kammersänger der Stuttgarter Oper
- Bernd Leitenberger (* 1965), Lebensmittelchemiker, Softwareentwickler, Autor und Blogger
- Ralph Bergmann (* 1970), Volleyballnationalspieler
- Anna Katharina Hahn (* 1970), Schriftstellerin
- Marcus Michalski (* 1971), Schauspieler und Sprecher
- Marc Kienle (* 1972), ehemaliger Fußballspieler und Fußballtrainer
- Michael Dreher (* 1974), Filmregisseur und Drehbuchautor
- Christine Emmerich (1974–2020), Fernsehjournalistin
- Andreas Gorbach (* 1975), Ingenieur und Manager im Nutzfahrzeug-Segment
- Brigitte Zeh (* 1975),  Schauspielerin
- Danny Fresh (* 1978), Rapper
- Johannes Kretschmann (* 1978), Politiker (Bündnis 90/Die Grünen)
- Cassandra Steen (* 1980), US-amerikanische Sängerin
- Stefan Schumacher (* 1981), ehemaliger Radprofi
- Georg Wenzelburger (* 1981), Politikwissenschaftler
- Tobias Rathgeb (* 1982), ehemaliger Fußballspieler
- Manuel Späth (* 1985), Handballnationalspieler
- Alena Fritz (* 1989), Model, Schauspielerin, Moderatorin
- Erich Berko (* 1994), Fußballspieler